# Psamético I
Psamético I (690 a.C. — 610 a.C.) foi um faraó egípcio da XXVI dinastia egípcia 
foi filho de Necao I, faraó do Egito e de Istemabete. Casou-se com Meitenuesquete e foi pai de Necao II do Egito. Rebelou-se contra o rei assírio Assurbanípal, obtendo sucesso e, portanto, conseguindo a libertação da nação egípcia. Iniciou o período de renascimento econômico, social e cultural. Ele mesmo estabeleceu a capital em Saís, ao invés de Tebas.[carece de fontes?]

## Estátua

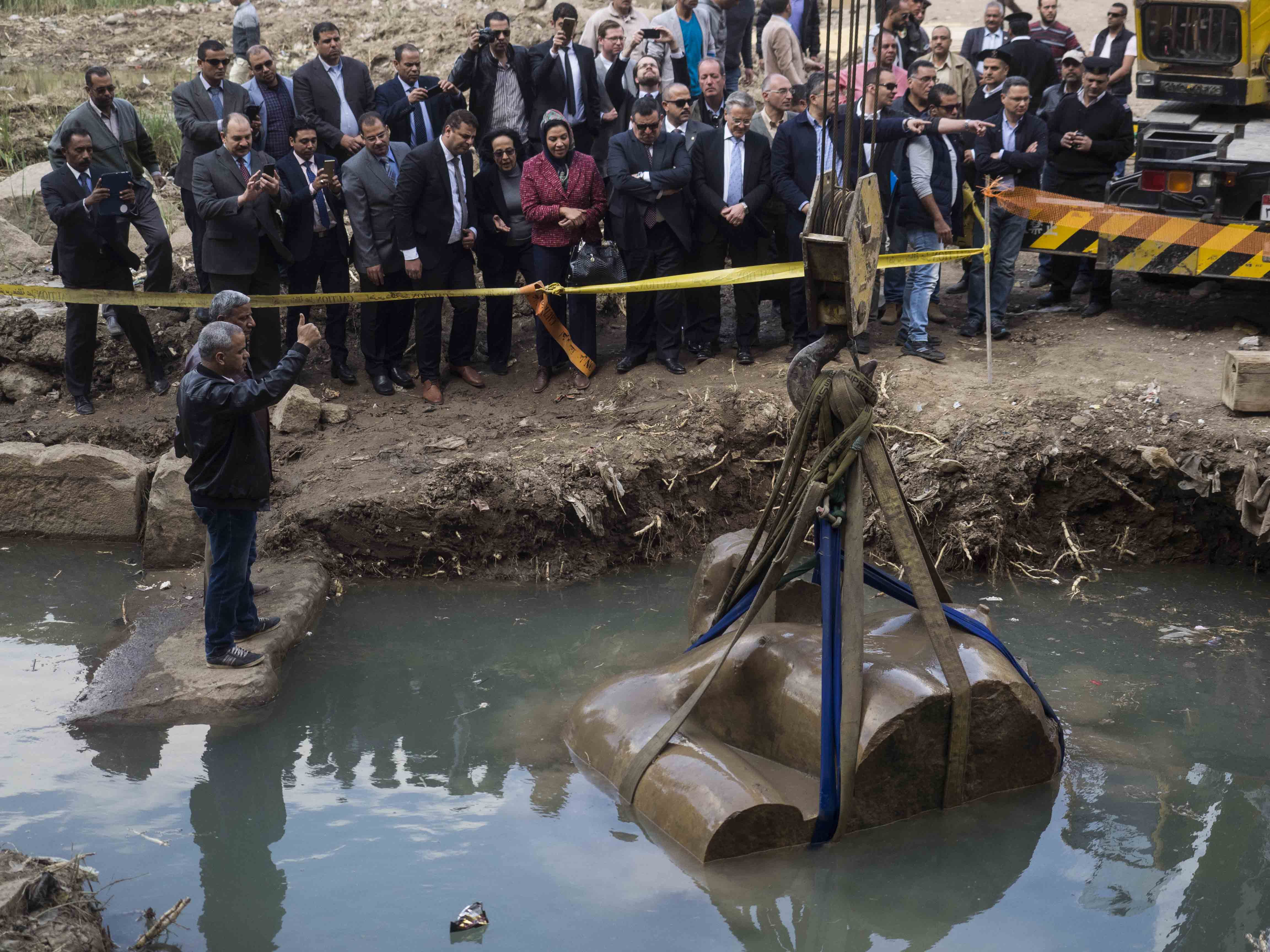
O torso da estátua.

Em 9 de março de 2017 arqueólogos egípcios e alemães descobriram uma estátua colossal de 7,9 metros (26 pés) de altura em Heliópolis, no Cairo. Feita de quartzito, foi encontrada em estado fragmentado, com o busto, a parte inferior da cabeça e a coroa submersa na água subterrânea. Inicialmente, pensava-se que a estátua era de Ramessés II, que governou 600 anos antes, porque foi encontrada perto das ruínas de um templo dedicado a este faraó. Mas relatórios posteriores levaram à conclusão de que é realmente Psamético I, devido a gravuras encontradas que mencionam um dos nomes do faraó na base da estátua.

## Titulatura
| G39 | N5 | \| \| |
|     |    |       |

|  |

| G39 | N5 | \| \| |
|     |    |       |

|  |

|             |     |           |
| \| \| \| \| |     |           |
|             |     |           |
| Q3 · O34    | G17 | V13 · V31 |

| Q3 · O34 | G17 | V13 · V31 |

|             |     |           |
| \| \| \| \| |     |           |
|             |     |           |
| Q3 · O34    | G17 | V13 · V31 |

| Q3 · O34 | G17 | V13 · V31 |

|             |     |           |
| \| \| \| \| |     |           |
|             |     |           |
| Q3 · O34    | G17 | V13 · V31 |

| Q3 · O34 | G17 | V13 · V31 |

|             |     |           |
| \| \| \| \| |     |           |
|             |     |           |
| Q3 · O34    | G17 | V13 · V31 |

| Q3 · O34 | G17 | V13 · V31 |

| nswt&bity |

| nswt&bity |

|             |     |     |
| \| \| \| \| |     |     |
|             |     |     |
| N5          | V29 | F34 |

| N5 | V29 | F34 |

|             |     |     |
| \| \| \| \| |     |     |
|             |     |     |
| N5          | V29 | F34 |

| N5 | V29 | F34 |

|             |     |     |
| \| \| \| \| |     |     |
|             |     |     |
| N5          | V29 | F34 |

| N5 | V29 | F34 |

|             |     |     |
| \| \| \| \| |     |     |
|             |     |     |
| N5          | V29 | F34 |

| N5 | V29 | F34 |